# Charlie (album)
A Charlie Horváth Charlie 1994 áprilisában megjelent első önálló stúdióalbuma. A lemez arany-, majd platinalemez lett, illetve 1995-ben elnyerte a Magyar Hangfelvétel-kiadók Szövetsége Arany Zsiráf-diját „Az év albuma” kategóriában.

## Az album dalai
1. Jég dupla whiskyvel
2. Skandináv éjszakák
3. Egy szippantás a jóból
4. Olcsó szívek háza
5. Nézz az ég felé
6. Szőkék a rossz napok ellen
7. Jobb láb a bal cipőben
8. Ha mégis jön a Rolling Stones
9. A holnap egy másik világ
10. Csak a zene van
11. Könnyű álmot hozzon az éj

## Az album közreműködői
A dalokat Lerch István és László Attila írta és hangszerelte, a fúvós hangszerelést Csiszár Péter végezte. A dalszövegeket Horváth Attila írta. Zenei rendező Lerch István és László Attila.
- Horváth Charlie - ének
- László Attila - gitárok
- Lattmann Béla: basszusgitár
- Horváth Kornél: ütőhangszerek
- Fekete-Kovács Kornél: trombita, szárnykürt
- Elek István: baritonszaxofon
- Lerch István - zongora, Hammond-orgona, Roland, Protheus & Oberheim szintetizátorok
- Szendőfi Péter: dob
- Keresztes Ildikó, Tisza Beáta, Auth Csilla – vokál